# ناجي ارديم
ناجي ارديم، من مواليد 28 يناير 1931، وتوفي بتاريخ 28 مارس 2022، وهو لاعب كرة قدم تركي، كان يلعب مركز دفاع، لعب في عدة أندية، ومنها فنربخشة وفاتح كاراغومروك.